# Twarz w tłumie
Twarz w tłumie – amerykański dramat z 1957 w reżyserii Elii Kazana. Adaptacja opowiadania Budda Schulberga pt. "Your Arkansas Traveler" (część zbioru opowiadań Some Faces in the Crowd z 1953 roku). Główne role w filmie zagrali Andy Griffith, Lee Remick (oboje debiut filmowy), Patricia Neal oraz Walter Matthau.
Dzięki temu filmowi Andy Griffith zyskał status gwiazdy. Później sam film był wielokrotnie oceniany, a w 2008 roku biblioteka Kongresu umieściła Twarz w tłumie na liście amerykańskiego dziedzictwa filmowego jako film ważny pod względem kulturalnym, historycznym i estetycznym.

## Fabuła
Larry Rhodes (Griffith) jest pieśniarzem folklorystycznym niskiego lotu, który z braku powodzenia utrzymuje się z drobnych kradzieży. Pewnego dnia zwraca na niego uwagę pewna dziennikarka, Marcia Jeffries (Neal) i pomaga mu rozwinąć skrzydła. Wreszcie spełnia się marzenie Rhodesa – staje się wielką gwiazdą telewizyjną. Ten sukces jednak go przerasta. Przemienia się w karierowicza, bez reszty zajęty własną osobą nie zwraca uwagi na otoczenie. Marcię, która pokochała go, dziwi i frustruje ta przemiana.

## Obsada
- Andy Griffith jako Larry "Lonesome" Rhodes
- Patricia Neal as Marcia Jeffries
- Anthony Franciosa jako Joey DePalma
- Walter Matthau jako Mel Miller
- Lee Remick jako Betty Lou Fleckum
- Percy Waram jako pułkownik Haynesworth
- Paul McGrath jako Macey
- Rod Brasfield jako Beanie
- Marshall Neilan jako senator Worthington Fuller
- Alexander Kirkland jako Jim Collier
- Charles Irving jako Luffler
- Howard Smith jako J.B. Jeffries
- Kay Medford jako pani Rhodes
- Big Jeff Bess jako szeryf Big Jeff Bess
- Cara Williams jako pielęgniarka
- Burl Ives jako on sam (niewymieniony w czołówce)

## Zdjęcia
Większość ujęć we wnętrzach zostało nakręconych w nowojorskich Biograph Studios na Bronksie. Wcześniej zdjęcia miały miejsce w Memphis oraz Piggott (Arkansas), gdzie Larry spotyka Betty Lou.

## Recepcja
Od premiery filmu, Twarz w tłumie otrzymał mieszane opinie. Przykładem jest Bosley Crowther z The New York Timesa. Mimo że gra Griffitha wprawiła autora w podziw ("Pan Griffith gra z piorunującą werwą..."), jednocześnie uważa, że kreacja aktora przyćmiła pozostałych bohaterów, jak i fabułę. Crowther uważa zakończenie obrazu za "niedorzeczne".
Jednak przez lata opinie krytyków stały się znacznie bardziej przychylne. W 2011 roku Twarz w tłumie ma 91% "świeżych" ocen na Rotten Tomatoes (na podstawie 23 recenzji).